# Atletism la Jocurile Olimpice de vară din 2024 - Aruncarea discului (feminin)
Proba de atletism aruncarea discului feminin de la Jocurile Olimpice de vară din 2024 a avut loc în perioada 2 - 5 august 2024 pe Stade de France.

## Recorduri
Înaintea acestei competiții, recordurile mondiale și olimpice erau următoarele:
| Record           | Atlet                  | Timp    | Loc                             | Data               |
| ---------------- | ---------------------- | ------- | ------------------------------- | ------------------ |
| Recordul mondial | Gabriele Reinsch (RDG) | 76,80 m | Neubrandenburg, Germania de Est | 9 iulie 1988       |
| Recordul olimpic | Martina Hellmann (RDG) | 72,30 m | Seul, Coreea de Sud             | 29 septembrie 1988 |

## Program
Orele sunt ora Franței (UTC+1) 
| Data                  | Oră   | Etapă      |
| --------------------- | ----- | ---------- |
| Vineri, 2 august 2024 | 18:55 | Calificări |
| Luni, 5 august 2024   | 20:30 | Finala     |

### Calificări
S-au calificat în finală cele care au reușit o aruncare de cel puțin 64,00 m (C) sau atletele cu cele mai bune 12 rezultate (c).
| Loc | Grupă | Atlet                    | Țară                       | 1     | 2     | 3     | Distanță | Note  |
| --- | ----- | ------------------------ | -------------------------- | ----- | ----- | ----- | -------- | ----- |
| 1   | A     | Valarie Allman           | Statele Unite ale Americii | 69,59 |       |       | 69,59    | C     |
| 2   | B     | Sandra Elkasević         | Croația                    | 65,63 |       |       | 65,63    | C     |
| 3   | B     | Feng Bin                 | China                      | 65,40 |       |       | 65,40    | C     |
| 4   | B     | Vanessa Kamga            | Suedia                     | 65,14 |       |       | 65,14    | C, RN |
| 5   | A     | Jorinde van Klinken      | Olanda                     | 63,68 | 64,81 |       | 64,81    | C     |
| 6   | B     | Alexandra Emilianov      | Republica Moldova          | 64,33 |       |       | 64,33    | C     |
| 7   | A     | Melina Robert-Michon     | Franța                     | 63,77 | 62,13 | 59,29 | 63,77    | c, SB |
| 8   | A     | Kristin Pudenz           | Germania                   | x     | 63,45 | 63,35 | 63,45    | c     |
| 9   | A     | Daisy Osakue             | Italia                     | 56,77 | 63,11 | x     | 63,11    | c     |
| 10  | B     | Irina Rodrigues          | Portugalia                 | 62,90 | 60,45 | x     | 62,90    | c     |
| 11  | B     | Claudine Vita            | Germania                   | 59,77 | 62,25 | 62,70 | 62,70    | c     |
| 12  | B     | Marike Steinacker        | Germania                   | 62,63 | x     | x     | 62,63    | c     |
| 13  | B     | Veronica Fraley          | Statele Unite ale Americii | 62,54 | 62,30 | 60,95 | 62,54    |       |
| 14  | A     | Liliana Cá               | Portugalia                 | 57,59 | 62,43 | 59,55 | 62,43    |       |
| 15  | B     | Taryn Gollshewsky        | Australia                  | 56,86 | 62,36 | 58,79 | 62,36    | PB    |
| 16  | B     | Alida van Daalen         | Olanda                     | 62,19 | 61,62 | 61,99 | 62,19    |       |
| 17  | B     | Izabela da Silva         | Brazilia                   | 61,68 | x     | 61,21 | 61,68    |       |
| 18  | B     | Jayden Ulrich            | Statele Unite ale Americii | x     | x     | 61,08 | 61,08    |       |
| 19  | B     | Melany del Pilar Matheus | Cuba                       | 60,19 | 61,07 | 60,90 | 61,07    |       |
| 20  | B     | Daria Zabawska           | Polonia                    | 57,84 | 60,48 | 60,86 | 60,86    |       |
| 21  | B     | Chioma Onyekwere         | Nigeria                    | 60,78 | 60,66 | x     | 60,78    |       |
| 22  | A     | Ieva Gumbs               | Lituania                   | x     | 60,37 | 56,88 | 60,37    |       |
| 23  | A     | Marija Tolj              | Croația                    | 59,87 | 59,27 | x     | 59,87    |       |
| 24  | A     | Lisa Brix Pedersen       | Danemarca                  | 59,81 | x     | 57,75 | 59,81    | SB    |
| 25  | A     | Silinda Moráles          | Cuba                       | 59,46 | 58,30 | 55,20 | 59,46    |       |
| 26  | A     | Andressa de Morais       | Brazilia                   | 52,24 | 59,14 | 59,43 | 59,43    |       |
| 27  | A     | Caisa-Marie Lindfors     | Suedia                     | 56,82 | x     | 59,29 | 59,29    |       |
| 28  | A     | Jiang Zhichao            | China                      | 56,58 | 57,13 | 59,10 | 59,10    |       |
| 29  | A     | Ashley Anumba            | Nigeria                    | 57,23 | x     | 58,83 | 58,83    |       |
| 30  | A     | Subenrat Insaeng         | Thailanda                  | 58,07 | x     | x     | 58,07    |       |
| 31  | A     | Samantha Hall            | Jamaica                    | x     | 54,94 | x     | 54,94    |       |
| 32  | B     | Obiageri Amaechi         | Nigeria                    | x     | x     | 45,45 | 45,45    |       |

### Finala
| Loc | Nume                 | Țară                       | 1     | 2     | 3     | 4            | 5            | 6            | Rezultat | Note |
| --- | -------------------- | -------------------------- | ----- | ----- | ----- | ------------ | ------------ | ------------ | -------- | ---- |
| 1   | Valarie Allman       | Statele Unite ale Americii | x     | 68,74 | 68,06 | 69,50        | x            | 69,21        | 69,50    |      |
| 2   | Feng Bin             | China                      | 66,33 | 64,80 | 67,51 | 67,13        | 67,25        | 65,98        | 67,51    |      |
| 3   | Sandra Elkasević     | Croația                    | 64,25 | x     | 67,51 | x            | x            | x            | 67,51    | SB   |
| 4   | Marike Steinacker    | Germania                   | 54,37 | 61,37 | x     | x            | 65,37        | x            | 65,37    |      |
| 5   | Vanessa Kamga        | Suedia                     | 65,05 | x     | x     | 62,32        | x            | x            | 65,05    |      |
| 6   | Claudine Vita        | Germania                   | 63,62 | x     | 63,25 | x            | 61,25        | 63,03        | 63,62    |      |
| 7   | Jorinde van Klinken  | Olanda                     | 63,35 | 61,50 | x     | x            | x            | 51,23        | 63,35    |      |
| 8   | Daisy Osakue         | Italia                     | 63,11 | x     | x     | x            | 62,53        | 60,31        | 63,11    |      |
| 9   | Irina Rodrigues      | Portugalia                 | 60,39 | 61,19 | x     | nu a avansat | nu a avansat | nu a avansat | 61,19    |      |
| 10  | Kristin Pudenz       | Germania                   | 60,38 | 60,07 | x     | nu a avansat | nu a avansat | nu a avansat | 60,38    |      |
| 11  | Alexandra Emilianov  | Republica Moldova          | 58,08 | x     | 58,02 | nu a avansat | nu a avansat | nu a avansat | 58,08    |      |
| 12  | Mélina Robert-Michon | Franța                     | 56,63 | x     | 57,03 | nu a avansat | nu a avansat | nu a avansat | 57,03    |      |